# Собакино (Московская область)
Собакино — деревня в Наро-Фоминском районе Московской области, входит в состав сельского поселения Атепцевское. Численность постоянного населения по Всероссийской переписи 2010 года — 2 человека, в деревне числятся 3 улицы. До 2006 года Собакино входило в состав Каменского сельского округа.
На старых картах также имеет название Сабакина 
Деревня расположена на востоке центральной части района, у истока безымянного правого притока ручья Барский (бассейн реки Нары), примерно в 16 км, почти к востоку, от Наро-Фоминска, высота центра над уровнем моря 180 м. Ближайшие населённые пункты — Новоселки в 1 км на восток, Дятлово в 2 км на юг и Плаксино в 1 км на запад.
До Великой Отечественной войны деревня славилась своими мастерами по дереву. Имелся в деревне мастер шляпных дел Николай Новиков, поставлявший свои изделия на продажу в Москву.
Его сын Новиков Василий Николаевич был столяром и плотником, во времена ВОВ был отправлен на Урал на Вагоноремонтный завод наладчиком столярного оборудования. Потомки Новиковых и сейчас живут в д. Собакино, но уже как дачники, как и многие потомки жителей деревни.
В д. Собакино расположен источник с неимоверно чистой и вкусной водой, по рассказам стариков известный с дореволюционных времен.

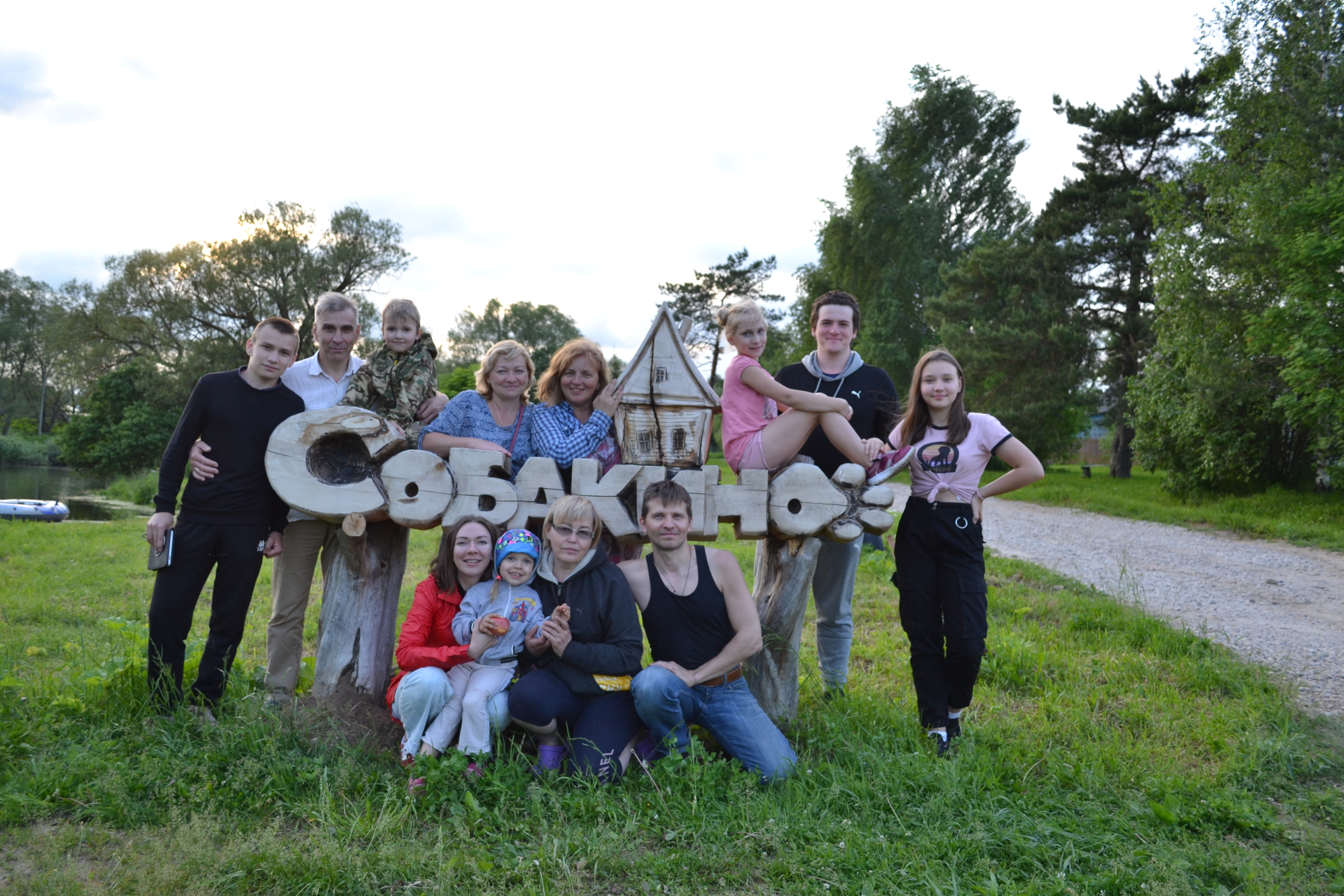
Встреча Новиковых, Котловых, Бебериных и Логиновых в Собакино